# Světlík (šachta)
Světlík je šachta sloužící k osvětlení místností, která nemají okno v obvodové zdi (nejčastěji jde o koupelnu, záchod, chodbu nebo spíž), popřípadě také k jejich větrání. Většinou prostupuje všechna podlaží dotyčné budovy. Někdy jsou světlíkem vedeny inženýrské sítě.